# سلسلة (أدب)

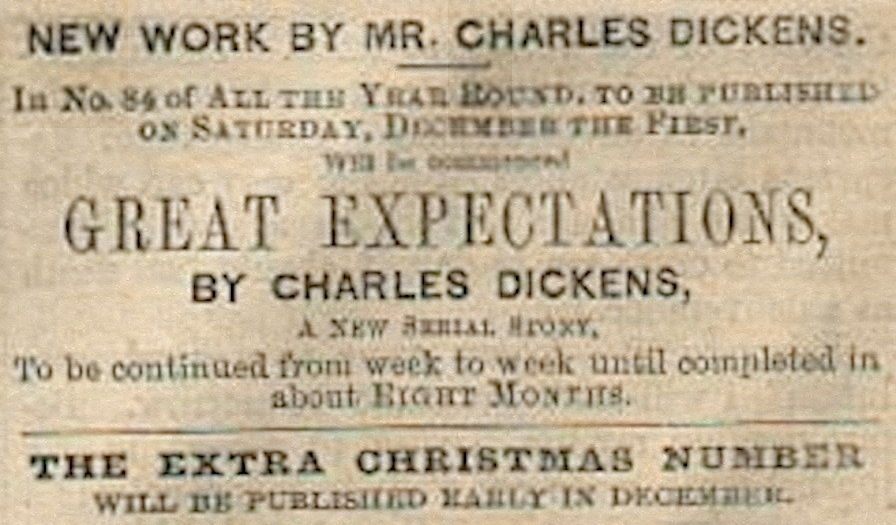

في الأدب، السلسلة (بالإنجليزية: Serial)‏ هي صيغة طباعة تستخدم لنشر عمل واحد كبير، غالبًا ما يكون من صنف القصص الخيالية، على دفعات متسلسلة صغيرة. تُعرف الدفعات أيضًا بوصفها أرقامًا، أو أجزاءًا، أو أقسامًا، ويمكن أن تُنشر إما بهيئة منشورات منفصلة أو ضمن إصدارات متسلسلة من دوريّة ما كمجلة أو صحيفة.
يمكن أن يبدأ التسلسل أيضًا بقصة قصيرة منفردة يجري تحويلها لاحقًا إلى سلسلة. تاريخيًا، كانت تُنشر سلاسل كهذه في الدوريّات. غالبًا ما نُشرت سلاسل القصص القصيرة الشهيرة سوية مجموعة في كتاب.

## مطلع تاريخها
استنهض نمو النمط القابل للنقل في القرن السابع عشر القصص العرَضية وفي كثير من الأحيان القصص غير المتصلة مثل لاستريه وأرتامين. في وقتها، كانت الكتب غرضًا مكلفًا، لذا أعد الناشرون أعمالًا كبيرة لتُنشر في دفعات أقل تكلفة سُميت أقسامًا لخفض السعر وتوسيع السوق. كان لهذه الأقسام جاذبًا إضافيًا هو تمكينها الناشر من قياس شعبية عمل ما دون تكبد نفقات دفعة طباعة كبيرة لكتب مرتبطة: فإذا لم يكن العمل ناجحًا، لا حاجة لتجهيز أي كتب مرتبطة. وفي المقابل، إذا ما حقق أحد الكتب المتسلسلة مبيعات جيدة، يمكن المراهنة على أن الكتب المرتبطة ستحقق مبيعات جيدة أيضًا.

## في القرنين التاسع عشر والعشرين
تفجرت شعبية الخيال المتسلسل في بريطانيا في العصر الفيكتوري، نتيجة خليط من نهضة الثقافة، والتقدم التقني في الطباعة، وتحسن اقتصاديات التوزيع. ظهرت معظم الروايات الفيكتورية للمرة الأولى في هيئة دفعات نُشرت في دوريات شهرية أو أسبوعية. يُعزى على نطاق واسع إثبات حيوية الصيغة المتسلسلة في الأدب الدوري وجاذبيتها إلى النجاح الباهر الذي حققته رواية مذكرات بيكويك لتشارلز ديكنز، ونُشرت للمرة الأولى في عام 1836. خلال ذلك العصر، كان ثمة خط رفيع بين الأدب «الجيد» و«التجاري». كان من بين مشاهير الكتّاب الآخرين الذين كتبوا أدبًا متسلسلًا للمجلات الشهيرة ويلكي كولينز، مبتكر الأدب البوليسي برواية حجر القمر والسير آرثر كونان دويل، الذي ابتكر قصص شيرلوك هولمز في الأصل لنشرها متسلسلة في مجلة ذا ستراند.
مع أن الدوريات الأمريكية جمعت الكتّاب البريطانيين في البداية، لكنها مع الوقت استمدت مادتها من قاعدة متنامية من الأدباء المحليين. نمت نهضة الدوريات كمجلة هاربر وذا أتلانتيك الشهرية بتكافل متوازٍ مع الموهبة الأدبية الأمريكية. رعت المجلات الكتّاب ومدتهم بالاستمرارية الاقتصادية، في حين ساعد الكتاب في تنمية قاعدة تداول الدوريات. في أواخر القرن التاسع عشر، نشر الذين اعتُبروا نخبة الكتاب الأمريكيين أعمالهم للمرة الأولى في صيغة متسلسلة ولم ينشروها في صيغة كتاب كامل إلا بعد حين.
كما شرح مقطع في مجلة سكريبنر الشهرية في عام 1878: «لا يمكن لروائيي الدرجة الثانية أو الثالثة النشر في مجلة ما الآن، وهم ملزمون بالنشر في كتاب، والمجلة هي المكان الذي يظهر فيه نخبة الروائيين أولًا». كان هنري جيمس وهيرمان ميلفيل من الكتّاب الأمريكيين الذين كتبوا في صيغة متسلسلة. كان جزء كبير من جاذبية الكتاب في وقتها يعود إلى الجمهور العريض الذي يمكن أن يصل التسلسل إليه، والذي من شأنه أن يزيد بعدها من متابعتهم للأعمال المنشورة. تُعد رواية كوخ العم توم بقلم هارييت بييتشر ستو، واحدة من أوائل الأعمال الأمريكية الهامة التي نُشرت بصيغة متسلسلة، والتي نُشرت على مدى 40 أسبوعًا عن طريق صحيفة العصر الوطني، وهي صحيفة دورية إبطالية (مناصرة لإلغاء العبودية)، بدءًا من إصدار الخامس من يونيو من عام 1851.